# Physcomitrellopsis africana
Physcomitrellopsis africana là một loài Rêu trong họ Funariaceae. Loài này được Wager & Broth. ex Dixon mô tả khoa học đầu tiên năm 1922.